# Asano Inio
Asano Inio (tiếng Nhật: 浅野 いにお Asano Inio?, sinh ngày 22 tháng 9 năm 1980 tại Ishioka, Ibaraki, Nhật Bản) là một họa sĩ manga Nhật Bản.
Asano Inio đã tạo ra sự tán thưởng với manga Solanin, sau đó manga được chuyển thể thành một phim truyện tại Nhật Bản vào tháng 4 năm 2010 với diễn xuất của ngôi sao điện ảnh Miyazaki Aoi.

## Phong cách sáng tác
Asano Inio được biết đến nhiều qua cách kể chuyện tập trung nhiều về nhân vật, cốt truyện theo chủ nghĩa văn học hiện thực, phạm vi truyền đạt mở rộng từ lát cắt cuộc sống đến kinh dị tâm lý; Asano Inio giành được giải thưởng lớn đầu tiên trong cuộc thi GX năm 2001 cho hạng mục họa sĩ manga trẻ. Năm 2010, Yomiuri Shimbun đã mô tả Asano Inio như "một trong những tiếng nói về thế hệ của anh".
Asano Inio muốn mô tả một cốt truyện gần gũi với cuộc sống thực tế, mang hơi hướng trưởng thành và tập trung về chủ đề tâm lý học.

## Tác phẩm
- Futsū no Hi (普通の日?) (năm 2000)
- Sotsugyōshiki Jigoku (卒業式地獄?) (năm 2000)
- Uchū kara Konnichi wa (宇宙からコンニチハ?) (ngày 19 tháng 4 năm 2001)
- Subarashii Sekai (素晴らしい世界 Subarashii Sekai?) (ngày 19 tháng 1 năm 2002 – ngày 19 tháng 3 năm 2004)
  - đã cấp phép bản quyền tại Bắc Mỹ cho Viz Media.[5]
- Nijigahara Holograph (虹ヶ原ホログラフ Nijigahara Horogurafu?) (ngày 14 tháng 11 năm 2003 – ngày 9 tháng 12 năm 2005)
  - đã cấp phép bản quyền tại Bắc Mỹ cho Fantagraphics Books.[6]
- Hikari no Machi (ひかりのまち?, lit. "City of Lights") (ngày 19 tháng 4 năm 2004 – ngày 19 tháng 1 năm 2005)
- Sekai no Owari to Yoake Mae (世界の終わりと夜明け前?, lit. "The End of The World and Before Dawn") (ngày 18 tháng 6 năm 2005 – ngày 1 tháng 9 năm 2008)
- Solanin (ソラニン Soranin?) (ngày 30 tháng 6 năm 2005 – ngày 6 tháng 4 năm 2006)
  - đã cấp phép bản quyền tại Bắc Mỹ cho Viz Media.[7]
- Oyasumi Punpun (おやすみプンプン Oyasumi Punpun?) (ngày 15 tháng 3 năm 2007 – ngày 2 tháng 11 năm 2013)
  - đã cấp phép bản quyền tại Bắc Mỹ cho Viz Media.[8]
- Ozanari Kun (おざなり君?) (ngày 19 tháng 5 năm 2008 – ngày 19 tháng 4 năm 2011)
- Umibe no Onnanoko (うみべの女の子 Umibe no Onna no Ko?) (ngày 7 tháng 7 năm 2009 – ngày 8 tháng 1 năm 2013)
  - đã cấp phép bản quyền tại Bắc Mỹ cho Vertical.[9]
- Ctrl+T Asano Inio Works (Ctrl+T 浅野いにおWORKS Kontorōru Purasu Tī Asano Inio Wākusu?) (ngày 27 tháng 3 năm 2010 – ngày 29 tháng 3 năm 2010)
- Planet (planet Puranetto?) (ngày 19 tháng 7 năm 2010)
- Toshi no Se (としのせ?) (ngày 25 tháng 12 năm 2012)
- Kinoko Takenoko (きのこたけのこ?) (ngày 27 tháng 12 năm 2013)
- Dead Dead Demon's De De De De Destruction (デッドデッドデーモンズデデデデデストラクション Deddo Deddo Dēmonzu De De De De Desutorakushon?) (ngày 28 tháng 4 năm 2014 –)
  - đã cấp phép bản quyền tại Bắc Mỹ cho Viz Media.[10]
- Bakemono Re' Chan (ばけものれっちゃん?) (ngày 6 tháng 2 năm 2015)
- Yūsha Tachi (勇者たち?) (ngày 6 tháng 3 năm 2015 –)
- Funwari Otoko (ふんわり男?) (ngày 7 tháng 3 năm 2016)
- Sayonara Bye-Bye (さよならばいばい Sayonara Bai Bai?) (ngày 14 tháng 3 năm 2016)
- Reiraku (零落?) (10 tháng 3 năm 2017 –)